# Wereldkampioenschap voetbal 2022 (Groep F) België - Canada
Dit artikel gaat over de wedstrijd in groep E van het wereldkampioenschap voetbal 2022 tussen België en Canada die gespeeld werd op woensdag 23 november 2022 in het Ahmed bin Alistadion te Ar Rayyan.
Michy Batshuayi maakte namens België het enige doelpunt van de wedstrijd. Bij Canada werd Atiba Hutchinson de oudste veldspeler die in actie kwam op het wereldkampioenschap voetbal sinds 1994. In deze wedstrijd boekte België zijn achtste achtereenvolgende overwinning in groepswedstrijden, een gedeeld WK-record aller tijden.

## Voorafgaand aan de wedstrijd
- België stond bij aanvang van het toernooi op de tweede plaats van de FIFA-wereldranglijst en moest enkel Brazilië boven zich dulden.[1] Canada was op de 41ste plek terug te vinden. Vijf WK-deelnemers waren lager gerangschikt dan Canada.[2]
- België en Canada troffen elkaar voorafgaand aan deze wedstrijd één keer, in juni 1989. Deze oefenwedstrijd werd door België gewonnen (2–0). België won vier en verloor drie van zijn eerdere acht WK-wedstrijden tegen teams aangesloten bij de CONCACAF. Canada verloor elk van zijn eerdere drie WK-wedstrijden tegen UEFA-teams.
- België begon aan zijn veertiende deelname aan het wereldkampioenschap en zijn derde achtereenvolgende. Canada nam voor een tweede keer deel en voor een eerste keer sinds 1986.
- Romelu Lukaku was niet fit genoeg om te spelen voor de Belgen.[3]

## Wedstrijddetails[4]
|                                                      |               |                  |                   | |
| Groep F 23 november 2022 22:00 (UTC+3) 20:00 (UTC+1) | België        | 1 – 0 (1 – 0)    | Canada            | Stadion: Ahmed bin Alistadion, Ar Rayyan Toeschouwers: 40.432 Scheidsrechter: Janny Sikazwe Assistenten: Jerson dos Santos Assistenten: Arsenio Marengula Vierde official: Yoshimi Yamashita Video-assistent: Juan Soto AVAR 1: Nicolás Gallo AVAR 2: Mokrane Gourari AVAR 3: Massimiliano Irrati Speler van de wedstrijd: Kevin De Bruyne |
| Groep F 23 november 2022 22:00 (UTC+3) 20:00 (UTC+1) | Batshuayi 44' | Wedstrijdverslag | 11' (pen.) Davies | Stadion: Ahmed bin Alistadion, Ar Rayyan Toeschouwers: 40.432 Scheidsrechter: Janny Sikazwe Assistenten: Jerson dos Santos Assistenten: Arsenio Marengula Vierde official: Yoshimi Yamashita Video-assistent: Juan Soto AVAR 1: Nicolás Gallo AVAR 2: Mokrane Gourari AVAR 3: Massimiliano Irrati Speler van de wedstrijd: Kevin De Bruyne |
| Groep F 23 november 2022 22:00 (UTC+3) 20:00 (UTC+1) |               |                  |                   | Stadion: Ahmed bin Alistadion, Ar Rayyan Toeschouwers: 40.432 Scheidsrechter: Janny Sikazwe Assistenten: Jerson dos Santos Assistenten: Arsenio Marengula Vierde official: Yoshimi Yamashita Video-assistent: Juan Soto AVAR 1: Nicolás Gallo AVAR 2: Mokrane Gourari AVAR 3: Massimiliano Irrati Speler van de wedstrijd: Kevin De Bruyne |
| Groep F 23 november 2022 22:00 (UTC+3) 20:00 (UTC+1) |               |                  |                   | Stadion: Ahmed bin Alistadion, Ar Rayyan Toeschouwers: 40.432 Scheidsrechter: Janny Sikazwe Assistenten: Jerson dos Santos Assistenten: Arsenio Marengula Vierde official: Yoshimi Yamashita Video-assistent: Juan Soto AVAR 1: Nicolás Gallo AVAR 2: Mokrane Gourari AVAR 3: Massimiliano Irrati Speler van de wedstrijd: Kevin De Bruyne |
|                                                      |               |                  |                   | |

| België | Canada |

| DM               | 01 | Thibaut Courtois     |         |
| CV               | 19 | Leander Dendoncker   |         |
| CV               | 02 | Toby Alderweireld    |         |
| CV               | 05 | Jan Vertonghen       |         |
| RM               | 21 | Timothy Castagne     |         |
| CM               | 08 | Youri Tielemans      | 46'     |
| CM               | 06 | Axel Witsel          |         |
| LM               | 11 | Yannick Carrasco     | 9' 46'  |
| RB               | 07 | Kevin De Bruyne      |         |
| SP               | 23 | Michy Batshuayi      | 78'     |
| LB               | 10 | Eden Hazard          | 62'     |
| Wisselspelers:   |    |                      |         |
| DM               | 12 | Simon Mignolet       |         |
| DM               | 13 | Koen Casteels        |         |
| VD               | 03 | Arthur Theate        |         |
| VD               | 04 | Wout Faes            |         |
| VD               | 15 | Thomas Meunier       | 46' 54' |
| VD               | 26 | Zeno Debast          |         |
| MV               | 16 | Thorgan Hazard       |         |
| MV               | 18 | Amadou Onana         | 46' 56' |
| MV               | 20 | Hans Vanaken         |         |
| MV               | 22 | Charles De Ketelaere |         |
| AV               | 09 | Romelu Lukaku        |         |
| AV               | 14 | Dries Mertens        |         |
| AV               | 17 | Leandro Trossard     | 62'     |
| AV               | 24 | Loïs Openda          | 78'     |
| AV               | 25 | Jérémy Doku          |         |
| Coach:           |    |                      |         |
| Roberto Martínez |    |                      |         |

| DM             | 18 | Milan Borjan      |     |
| CV             | 02 | Alistair Johnston | 83' |
| CV             | 05 | Steven Vitória    |     |
| CV             | 04 | Kamal Miller      |     |
| RM             | 22 | Richie Laryea     | 74' |
| CM             | 13 | Atiba Hutchinson  | 58' |
| CM             | 07 | Stephen Eustáquio | 81' |
| LM             | 19 | Alphonso Davies   | 81' |
| RB             | 11 | Tajon Buchanan    | 81' |
| SP             | 20 | Jonathan David    |     |
| LB             | 10 | Junior Hoilett    | 58' |
| Wisselspelers: |    |                   |     |
| DM             | 01 | Dayne St. Clair   |     |
| DM             | 16 | James Pantemis    |     |
| VD             | 03 | Sam Adekugbe      | 74' |
| VD             | 25 | Derek Cornelius   |     |
| VD             | 26 | Joel Waterman     |     |
| MV             | 06 | Samuel Piette     |     |
| MV             | 08 | Liam Fraser       |     |
| MV             | 14 | Mark-Anthony Kaye |     |
| MV             | 15 | Ismaël Koné       | 58' |
| MV             | 21 | Jonathan Osorio   | 81' |
| MV             | 24 | David Wotherspoon |     |
| AV             | 09 | Lucas Cavallini   |     |
| AV             | 12 | Iké Ugbo          |     |
| AV             | 17 | Cyle Larin        | 58' |
| AV             | 23 | Liam Millar       | 81' |
| Coach:         |    |                   |     |
| John Herdman   |    |                   |     |

| Statistieken           | België | Canada |
| ---------------------- | ------ | ------ |
| Doelpunten             | 1      | 0      |
| Gele kaarten           | 3      | 2      |
| Rode kaarten           | 0      | 0      |
| Wissels                | 4      | 5      |
| Schoten op doel        | 3      | 4      |
| Schoten naast doel     | 6      | 12     |
| Overtredingen          | 11     | 14     |
| Hoekschoppen           | 4      | 4      |
| Buitenspel             | 0      | 1      |
| Passnauwkeurigheid (%) | 86     | 85     |
| Balbezit (%)           | 52     | 48     |